# Olavo Alén Rodríguez
Olavo Alén Rodríguez (* 1947 in Havanna) ist ein kubanischer Musikwissenschaftler.

## Leben
Alén hatte in seiner Kindheit gleich seinem Bruder Andres Alén Klavierunterricht bei seinem Vater Osvaldo Alén. Er studierte von 1962 bis 1969 Musik an der Escuela Nacional de Arte und ab 1968 Musikwissenschaft bei Argeliers León und setzte sein Studium ab 1974 an der Humboldt-Universität zu Berlin fort. Dort erhielt er für seine Examensarbeit (Sociedades de Tumba Francesa en Cuba) 1977 den Humboldt-Preis und wurde 1979 promoviert.
1978 gründete er in Havanna das Centro de Investigacion y Desarrollo de la Musica Cubana, an dem auf dem Gebiet der Ethnologie, Psychologie und Soziologie der Musik geforscht und publiziert wird. Von 1980 bis 1993 war Alén Professor am Instituto Superior del Arte. 1983 zeichnete ihn das kubanische Kulturministerium mit der Distincion por la Cultura Nacional, dem Nationalpreis für kulturelles Engagement, aus.

## Schriften
- Combinaciones instrumentales y vocales de Cuba, 1973
- Sociedades de Tumba Francesa en Cuba, 1977
- Géneros de la música cubana, 1981
- La música de las sociedades de tumba francesa en Cuba, 1986
- De lo afrocubano a la salsa, 1992
- Pensamiento musicológico, 2006
- Occidentalización de las culturas musicales africanas en el Caribe, 2011
- Entre Cuba y Alemania. Vida y obra de la familia cubana de músicos Jiménez, 2022
- Los complejos genéricos de la música cubana, 2024